# Madonna del Pilone (Cavallermaggiore)
Madonna del Pilone è una frazione di 169 abitanti del comune italiano di Cavallermaggiore, nella provincia di Cuneo, in Piemonte.

## Geografia fisica
La frazione è situata 7 km a est del capoluogo comunale di Cavallermaggiore ed è posta a 289 m sul livello del mare.

## Storia
Nel XIX secolo la frazione possedeva una scuola elementare con annesso un alloggio per gli insegnanti, il cui costo era coperto in parte dal Comune di Cavallermaggiore ed in parte dagli abitanti del luogo. Negli anni che precedettero la Seconda guerra mondiale alla Madonna del Pilone era anche presente una sede del partito fascista. Oggi vi si trova una scuola dell'infanzia.

## Monumenti e luoghi d'interesse

### Chiesa di Maria Madre della Chiesa
La chiesa parrocchiale della frazione, detta della "Madonna del Pilone" per via di un antico pilone contenuto al suo interno, è dedicata a Maria Madre della Chiesa, venne edificata nella prima metà del XVII secolo e nel 1677 è documentata un'operazione di restauro condotta dallo stesso Comune, il quale predispose l'affresco dello stemma comunale sulla facciata principale. Ulteriori interventi si ebbero nel corso del XX secolo, principalmente nel 1938, nel 1962 e nel 1988.

### Forte del Motturone
Lungo quella che fu la strada reale sorgeva un tempo il forte del Motturone, un castello risalente forse al 1275, o forse agli inizi del Quattrocento; eretto forse dai Savoia-Acaia, venne occupato dalle forze del duca Carlo I durante la guerra contro il marchesato di Saluzzo, e fu poi al centro degli scontri tra Carlo V e Francesco I. Del complesso rimane solo l'ex cappella, riconvertita in abitazione rurale; un antico torrione circolare, pericolante da decenni, è crollato nel 2011.

## Infrastruttura e trasporti

### Strade
La frazione è servita dalla strada provinciale 48 nel tratto tra Cavallermaggiore e Bra.

### Ferrovie
Nel borgo è presente la stazione di Madonna del Pilone, posta lungo la linea SFM B della linea Alessandria-Cavallermaggiore, che collega Cavallermaggiore a Bra.